# Список похованих на Байковому кладовищі
Існує традиція поховання на Байковому кладовищі відомих та заслужених осіб. У даному списку подано всіх осіб, які є значимими для Вікіпедії, за галуззю в словниковому порядку.

## Державні, політичні, громадські та релігійні діячі
- Варнава (Беляєв) (1887—1963) — єпископ Печерський, вікарій Нижньогородської єпархії, духовний письменник.
- Грушевський Михайло Сергійович (1866—1934) — український історик, політичний діяч та публіцист, голова Центральної Ради (1917—1918). Ділянка № 6.
- Дружинін Володимир Миколайович (1907—1976) — радянський державний і партійний діяч, Герой Радянського Союзу.
- Єнін Євгеній Володимирович (1980—2023) — український дипломат і правник. Ділянка № 42а.
- Звягільський Юхим Леонідович (1933–2021) —український політичний та громадський діяч, виконувач обов'язків Прем'єр-міністра України (з вересня 1993 по червень 1994), 4-й віце-прем'єр-міністр України, народний депутат України I—VIII скликань (1990—2019), директор шахтоуправління Куйбишевська (1970—1979), директор шахти імені Засядька (1979—1992).
- Зленко Анатолій Максимович (1938—2021) — український політичний діяч та дипломат, перший Міністр закордонних справ України (1990—1994, 2000—2003). Ділянка № 42а.
- Кравченко Юрій Федорович (1951—2005) — український політик, міністр внутрішніх справ України (1995 — 2001). Ділянка № 49б.
- Кальченко Никифор Тимофійович (1906 — 1989) — український радянський партійний і державний діяч, голова Ради Міністрів Української РСР (1954 — 1961).
- Лубкович Юрій Олегович (1989—2023) — український громадський та державний діяч, Державний секретар Міністерства внутрішніх справ України (2021—2023). Ділянка № 42а.
- Мануїльський Дмитро Захарович (1883—1959) — радянський партійний і державний діяч, міністр закордонних справ УРСР (1944—1953). Ділянка № 1.
- Міхновський Микола Іванович (1873—1924) — український політичний та громадський діяч, співзасновник першої політичної партії у Наддніпрянській Україні — Революційної Української Партії. Ділянка № 42.
- Монастирський Денис Анатолійович (1980—2023) — український політик, міністр внутрішніх справ України (2021—2023). Ділянка № 42а.
- Олененко Юрій Олександрович (1934—2010) — український організатор кіновиробництва, міністр культури УРСР (1983—1991). Ділянка № 52а.
- Омельченко Олександр Олександрович (1938—2021) — український політик. Голова Київської міської державної адміністрації (1996—2006). Голова Київської міської ради (1998—1999). Київський міський голова (1999—2006). Ділянка № 42а.
- Осьмак Кирило Іванович (1890—1960) — діяч Української Центральної Ради, президент Української Головної Визвольної Ради. Ділянка № 49а.
- Павловський Михайло Антонович (1942—2004) — український політик та науковець-механік. Народний депутат України 2-го, 3-го, 4-го скликання. Ділянка № 49б.
- Пашко Атена-Святомира Василівна (1931—2012) — українська поетеса та громадська діячка. Ділянка № 1.
- Попльовкін Трохим Трохимович (1915—1977) — радянський партійний та державний діяч, міністр радгоспів УРСР (1969—1975), міністр заготівок УРСР (1975—1977). Ділянка № 7.
- Плахотнюк Микола Григорович (1936—2015) — український дисидент, громадський діяч, лікар. Ділянка № 33.
- Разумков Олександр Васильович (1959—1999) — український політик, заступник секретаря Ради національної безпеки та оборони України (1997—1999). Ділянка № 52а.
- Ратушний Роман Тарасович (1997—2022) — громадський діяч, журналіст, військовий-доброволець, учасник Євромайдану та російсько-української війни 2022. Ділянка № 27а.
- Сирота Михайло Дмитрович (1956—2008) — український політик, голова Трудової партії України, народний депутат України 2-го, 3-го та 6-го скликань, співавтор Конституції України. Ділянка № 52а.
- Стецько Ярослава Йосипівна (1920—2003) — українська політична діячка, журналістка, співорганізатор Червоного Хреста УПА, жіночої мережі і юнацтва ОУН. Ділянка № 49б.
- Ткаченко Олександр Миколайович (1939—2024) — український політик та державний діяч, 4-й голова Верховної Ради України (3 скликання, 1998—2000). Ділянка № 49б.
- Турдиєв Саїдкул Алійович (1912—1943) — радянський політичний діяч, Герой Радянського Союзу. Ділянка № 46.
- Удовенко Геннадій Йосипович (1931—2013) — український політичний і державний діяч, дипломат, Міністр закордонних справ України (1994—1998). Ділянка № 52а.
- Федоров Олексій Федорович (1901—1989) — радянський партійний і державний діяч, генерал-майор, двічі Герой Радянського Союзу.
- Шелест Петро Юхимович (1908—1996) — партійний і державний діяч УРСР та СРСР. Перший секретар ЦК КП України (1963—1972).
- Щербицький Володимир Васильович (1918—1990) — радянський партійний і державний діяч. Ділянка № 6.

## Військові діячі
- Авдєєнко Петро Петрович (1901—1956) — радянський офіцер, генерал-майор, Герой Радянського Союзу.
- Агеєв Пилип Павлович (1910—1979) — радянський офіцер, Герой Радянського Союзу.
- Ареф'єв Костянтин Артемович (1915—1948) — радянський офіцер, лейтенант, Герой Радянського Союзу, учасник партизанського руху. Ділянка № 2.
- Бєлов Євтихій Омелянович (1901—1966) — радянський військовий діяч, генерал-лейтенант танкових військ, Герой Радянського Союзу.
- Бутко Олександр Андрійович (1905—1973) — радянський офіцер, Герой Радянського Союзу.
- Борискін Валентин Данилович (1942 — 2013) — український військовик, генерал-лейтенант. Командувач військами Київського військового округу (1992).
- Валяєв Микола Дмитрович (1919—1997) — радянський офіцер, Герой Радянського Союзу. Ділянка № 52.
- Висоцький Петро Йосипович (1916—1946) — радянський льотчик-бомбардувальник, Герой Радянського Союзу.
- Вітковський Іван Петрович (1914—1996) — радянський офіцер, льотчик, Герой Радянського Союзу.
- Волковський Володимир Пилипович (1922—1971) — радянський офіцер, Герой Радянського Союзу, гвардії лейтенант.
- Волосатих Павло Михайлович (1897—1956) — радянський офіцер, Герой Радянського Союзу, полковник.
- Воробйов Генадій Петрович (1961—2017) — український військовик, генерал-полковник, командувач Сухопутних військ Збройних сил України (2009—2014). Ділянка № 30.
- Воробйов Іван Олексійович (1921—1991) — радянський військовий льотчик, двічі Герой Радянського Союзу, полковник.
- Гавриш Павло Іванович (1917—1968) — радянський офіцер, Герой Радянського Союзу.
- Галуган Олексій Іванович (1912—1948) — Герой Радянського Союзу. Ділянка № 2.
- Гарін Борис Іванович (1921—1984) — радянський офіцер, льотчик, Герой Радянського Союзу.
- Гладуш Федір Пилипович (1913—1995) — радянський офіцер, Герой Радянського Союзу. Ділянка № 49а.
- Головченко Анатолій Петрович (1911—1976) — радянський офіцер, Герой Радянського Союзу.
- Голубєв Георгій Гордійович (1919—2005) — Герой Радянського Союзу. Ділянка № 49.
- Грабчук Максим Григорович (1911—1948) — радянський офіцер, Герой Радянського Союзу.
- Гребенник Кузьма Євдокимович (1900—1974) — радянський офіцер, Герой Радянського Союзу, генерал-майор.
- Громов Георгій Васильович (1917—1975) — радянський військовий льотчик, Герой Радянського Союзу.
- Дегтярьов Георгій Єрмолайович (1892—1973) — радянський воєначальник, генерал-полковник артилерії.
- Дозорцев Федір Іванович (1923—1992) — радянський офіцер, Герой Радянського Союзу.
- Доліна Марія Іванівна (1922—2010) — українська та радянська льотчиця, Герой Радянського Союзу.
- Драченко Іван Григорович (1922—1994) — радянський офіцер, Герой Радянського Союзу. Ділянка № 52.
- Жмаченко Пилип Феодосійович (1895—1966) — радянський воєначальник, Герой Радянського Союзу, генерал-полковник.
- Зав'ялов Микола Іванович (1913—1989) — радянський воєначальник, Герой Радянського Союзу, генерал-майор. Ділянка № 52.
- Закутенко Микола Федорович (1922—1985) — радянський офіцер, Герой Радянського Союзу, підполковник.
- Захарченко Михайло Дмитрович (1910—1983) — радянський офіцер, Герой Радянського Союзу, підполковник.
- Зима Іван Павлович (1914—1979) — радянський офіцер, Герой Радянського Союзу.
- Зуєв Михайло Олександрович (1918—1981) — радянський військовий льотчик, Герой Радянського Союзу, полковник. Ділянка № 50.
- Іванов Микола Семенович (1926—2009) — радянський офіцер, Герой Радянського Союзу.
- Іванько Олександр Андрійович (1917—1990) — Герой Радянського Союзу.
- Ігнашкін Гаврило Іванович (1917—2005) — радянський військовий льотчик, Герой Радянського Союзу.
- Квітинський В'ячеслав Антонович (1920—1995) — Герой Радянського Союзу, учасник партизанської боротьби.
- Кельбас Гліб Дем'янович (1909—1968) — радянський офіцер, Герой Радянського Союзу.
- Ковпак Сидір Артемович (1887—1967) — керівник радянських партизанських загонів в Україні, генерал-майор, двічі Герой Радянського Союзу. Ділянка № 1.
- Колесник Борис Олександрович (1921—2010) — радянський офіцер, Герой Радянського Союзу. Ділянка № 8а.
- Коломієць Петро Леонтійович (1917—1974) — радянський офіцер, Герой Радянського Союзу.
- Колосов Микола Григорович (1914—1999) — радянський офіцер, Герой Радянського Союзу.
- Колотилов Леонід Олексійович (1895—1965) — радянський воєначальник, Герой Радянського Союзу, генерал-майор.
- Кондрат Омелян Філаретович (1911—2002) — радянський льотчик, генерал-майор авіації, Герой Радянського Союзу.
- Кравцов Юхим Єгорович (1910—1984) — Герой Радянського Союзу.
- Красноюрченко Іван Іванович (1910—1970) — радянський офіцер, Герой Радянського Союзу.
- Кривець Олександр Єлісейович (1919—1992) — радянський партизан, Герой Радянського Союзу. Ділянка № 52.
- Кулабухов Валентин Федорович (1913—1975) — радянський воєначальник, генерал-майор, Герой Радянського Союзу.
- Купріянов Дмитро Андрійович (1901—1971) — радянський офіцер, Герой Радянського Союзу, генерал-майор.
- Лавриненков Володимир Дмитрович (1919—1988) — радянський ас-винищувач, двічі Герой Радянського Союзу. Ділянка № 7.
- Литвиненко Трохим Опанасович (1910—1963) — радянський військовий льотчик, Герой Радянського Союзу.
- Лосєв Анатолій Іванович (1906—1970) — радянський офіцер, Герой Радянського Союзу, гвардії генерал-майор.
- Марачевич Микола Діонісійович (1905—1982) — радянський офіцер, Герой Радянського Союзу. Ділянка № 9.
- Матвієнко Іван Андрійович (1923—2008) — радянський офіцер, Герой Радянського Союзу. Ділянка № 33.
- Мельник Василь Максимович (1919—1999) — радянський офіцер, Герой Радянського Союзу. Ділянка № 52.
- Меньшиков Леонід Омелянович (1916—2004) — радянський офіцер, Герой Радянського Союзу.
- Мішустін Василь Іванович (1916—1999) — радянський військовий льотчик, Герой Радянського Союзу. Ділянка № 52.
- Мурдугов Олександр Йосипович (1912—2007) — радянський офіцер-артилерист, Герой Радянського Союзу. Ділянка № 33.
- Наумов Михайло Іванович (1908—1974) — Герой Радянського Союзу, один з керівників партизанського руху в Україні.
- Недбайло Анатолій Костянтинович (1923—2008) — радянський офіцер, двічі Герой Радянського Союзу. Ділянка № 52.
- Обухов Олександр Григорович (1921—1967) — Герой Радянського Союзу.
- Отрошко Петро Костянтинович (1904—1966) — радянський офіцер, Герой Радянського Союзу.
- Охріменко Микола Йосипович (1918—1978) — радянський офіцер, Герой Радянського Союзу.
- Пастухов Генадій Федорович (1921—2004) — радянський офіцер, Герой Радянського Союзу. Ділянка № 49.
- Пересипкін Федір Іванович (1920—1989) — радянський офіцер, Герой Радянського Союзу. Ділянка № 52.
- Петров Василь Степанович (1922—2003) — генерал-полковник, двічі Герой Радянського Союзу.
- Прохоров Євген Петрович (1919—1969) — радянський військовий льотчик, Герой Радянського Союзу. Ділянка № 50.
- Прошенков Микола Іванович (1918—1963) — радянський військовий льотчик, Герой Радянського Союзу.
- П'ятковський Іван Максимович (1913—1986) — радянський офіцер, Герой Радянського Союзу. Ділянка № 31.
- Разін Віктор Юхимович (1925—1997) — радянський офіцер, Герой Радянського Союзу. Ділянка № 49а.
- Рибкін Андрій Петрович (1920—1987) — радянський офіцер, Герой Радянського Союзу.
- Свиридов Карпо Васильович (1896—1967) — радянський офіцер, Герой Радянського Союзу.
- Селютін Аркадій Михайлович (1922—2002) — радянський офіцер, Герой Радянського Союзу.
- Слюсаренко Захар Карпович (1907—1987) — радянський офіцер, генерал-лейтенант, двічі Герой Радянського Союзу.
- Сутягін Микола Васильович (1923—1986) — радянський військовий льотчик, Герой Радянського Союзу.
- Телятніков Леонід Петрович (1951—2004) — український та радянський офіцер-пожежник, Герой Радянського Союзу. Ділянка № 52.
- Уманський Терентій Хомич (1906—1992) — радянський офіцер, генерал-майор. Герой Радянського Союзу. Ділянка № 49а.
- Федутенко Надія Никифорівна (1915—1978) — радянський офіцер, Герой Радянського Союзу.
- Хандога Тимофій Прокопович (1909—2004) — радянський офіцер, Герой Радянського Союзу. Ділянка № 49б.
- Хомрач Володимир Гаврилович (1920—1994) — радянський офіцер, Герой Радянського Союзу. Ділянка № 52.
- Хорошилов Володимир Олександрович (1911—1988) — радянський офіцер, Герой Радянського Союзу. Ділянка № 52.
- Хромов Борис Кіндратович (1918—1966) — Герой Радянського Союзу.
- Цимбаленко Василь Федорович (1922—1974) — радянський офіцер, Герой Радянського Союзу.
- Чередник Іван Якович (1913—1955) — радянський офіцер, Герой Радянського Союзу.
- Шашло Тимофій Максимович (1915—1989) — радянський офіцер, Герой Радянського Союзу. Доктор педагогічних наук, заслужений учитель УРСР. Ділянка № 52.
- Шульгин Борис Володимирович (1905—1962) — радянський офіцер, Герой Радянського Союзу, гвардії полковник.
- Шутов Степан Федорович (1902—1963) — радянський офіцер, двічі Герой Радянського Союзу, гвардії полковник.
- Щербина Іван Васильович (1916—2008) — радянський офіцер, Герой Радянського Союзу.
- Яремчук Василь Максимович (1910—1991) — Герой Радянського Союзу. Ділянка № 52.
- Ястребинський Микола Дмитрович (1912—1978) — радянський офіцер, Герой Радянського Союзу.
- Ячнік Сергій Федорович (1917—2010) — радянський офіцер, Герой Радянського Союзу, генерал-майор. Ділянка № 33.

## Митці

### Письменники та поети
- Бажан Микола Платонович (1904—1983) — український письменник, філософ, громадський діяч, перекладач, поет. Ділянка № 2.
- Баранов Віктор Федорович (1950—2014) — український письменник, поет, перекладач. Голова НСПУ (2011—2014). Ділянка № 33.
- Василевська Ванда Львівна (1905—1964) — польська та радянська письменниця і громадська діячка. Ділянка № 1.
- Воронько Платон Микитович (1913—1988) — український поет, письменник.
- Вінграновський Микола Степанович (1936—2004) український письменник-шістдесятник, режисер, актор, сценарист та поет. Ділянка № 49а.
- Глазовий Павло Прокопович (1922—2004) — український поет-гуморист і сатирик. Ділянка № 49б.
- Гончар Олесь Терентійович (1918—1995) — український письменник, літературний критик, громадський діяч. Ділянка № 7.
- Грінченко Борис Дмитрович (1863—1910) — український письменник, педагог, лексикограф, літературознавець, етнограф, історик, публіцист, громадсько-культурний діяч. Ділянка № 9.
- Дзюба Іван Михайлович (1931—2022) — український літературознавець, літературний критик, громадський діяч, учасник українського дисидентського руху. Ділянка № 33.
- Дрозд Володимир Григорович (1939—2003) — український письменник.
- Жиленко Ірина Володимирівна (1941—2013) — українська поетеса, дитяча письменниця, журналістка та мемуаристка.
- Зайцев Іван Дмитрович (1909—1993) — український письменник. Герой Радянського Союзу. Заслужений будівельник України.
- Збанацький Юрій Оліферович (1914—1994) — письменник, кінодраматург, Герой Радянського Союзу. Ділянка № 52.
- Кисельов Володимир Леонтійович (1922—1995) — український письменник, журналіст.
- Кисельов Леонід Володимирович (1946—1968) — український поет.
- Кисельов Сергій Володимирович (1954—2006) — український письменник, журналіст.
- Кониський Олександр Якович (1836—1900) — український перекладач, письменник, видавець, лексикограф, педагог, громадський діяч. Ділянка № 1.
- Коцюбинська Михайлина Хомівна (1931—2001) — українська літературознавиця, перекладачка, активна учасниця руху шістдесятників. Ділянка № 33.
- Кочур Григорій Порфирович (1908—1994) — український перекладач, поет, літературознавець, громадський діяч, шістдесятник.
- Кучер Василь Степанович (1911—1967) — український радянський письменник. Ділянка № 1.
- Литвин Юрій Тимонович (1934—1984) — український поет, письменник, журналіст і правозахисник, політв'язень радянських концтаборів. Ділянка № 33.
- Маняк Володимир Антонович (1934—1992) — український письменник, поет, прозаїк, публіцист, дослідник голодомору в Україні. Ділянка № 52.
- Малишко Андрій Самійлович (1917—1970) — український поет, перекладач, літературний критик. Ділянка № 1.
- Нестайко Всеволод Зіновійович (1930—2014) — український дитячий письменник, класик сучасної української дитячої літератури. Ділянка № 33.
- Нечуй-Левицький Іван Семенович (1838—1918) — український прозаїк, перекладач. Співавтор першого перекладу Біблії українською мовою. Ділянка № 2.
- Прилюк Дмитро Михайлович (1918—1987) — український публіцист, письменник, педагог, доктор філологічних наук.
- Павличко Соломія Дмитрівна (1958—1999)— українська письменниця, літературознавиця, перекладачка, публіцистка. Ділянка № 49а.
- Рибак Натан Самійлович (1913—1978) — український письменник. Ділянка № 1.
- Рильський Максим Тадейович (1895—1964) — український поет, перекладач, публіцист, громадський діяч. Ділянка № 1.
- Сверстюк Євген Олександрович (1927—2014) — український літературний критик, есеїст, поет, філософ, учасник руху шістдесятництва, політв'язень радянського режиму. Ділянка № 33.
- Світлична Леоніда Павлівна (1924—2003) — діячка українського дисидентського руху. Ділянка № 33.
- Світлична Надія Олексіївна (1936—2006) — діячка українського дисидентського руху. Ділянка № 49а.
- Світличний Іван Олексійович (1929—1992) — український мовознавець, літературний критик, поет, діяч українського дисидентського руху. Ділянка № 33.
- Скляренко Семен Дмитрович (1901—1962) — український письменник, автор історичних романів та белетрист. Ділянка № 2.
- Сосюра Володимир Миколайович (1898—1965) — український письменник та поет. Ділянка № 1.
- Стельмах Михайло Панасович (1912—1983) — український письменник, драматург, педагог, фольклорист. Ділянка № 2.
- Стельмах Ярослав Михайлович (1949—2001) — український письменник, драматург, кіносценарист, перекладач. Ділянка № 2.
- Тихий Олексій Іванович (1927—1984) — український дисидент, правозахисник, педагог, мовознавець, член-засновник Української гельсінської групи. Ділянка № 33.
- Тичина Павло Григорович (1891—1967) — український поет, перекладач, публіцист, громадський та державний діяч доби УНР та УРСР. Ділянка № 1.
- Тютюнник Григір Михайлович (1931—1980) — український письменник-прозаїк, перекладач, педагог. Представник покоління шістдесятників. Ділянка № 33.
- Франко Зиновія Тарасівна (1925—1991) — українська мовознавиця, літературознавиця, франкознавиця, публіцистка, громадська діячка. Ділянка № 33.
- Франко Тарас Іванович (1889—1971) — український письменник, педагог. Ділянка № 1.
- Чичкан Давид Ілліч (1986—2025) — український художник та анархіст.
- Чорногуз Олег Федорович (1936—2022) — український письменник, автор численних книжок гумору та сатири.
- Шевчук Валерій Олександрович (1939—2025) — український письменник.
- Яворівський Володимир Олександрович (1942—2021) — український письменник, громадський та політичний діяч. Ділянка № 42а.
- Яновська Любов Олександрівна (1861—1933) — українська письменниця, громадська і політична діячка, член Української Центральної Ради.
- Яновський Юрій Іванович (1902—1954) — український поет та романіст. Ділянка № 2.
- Анатолій Дімаров (1922—2014) — український письменник. Ділянка № 33.
- Іван Ле (1895—1978) — український письменник. Ділянка № 1.
- Леся Українка (1871—1913) — українська письменниця, перекладачка, культурна діячка. Ділянка № 3ст.
- Михайло Орест (1901—1963) — український поет, перекладач та педагог. Ділянка № 21.
- Олена Пчілка (1849—1930) — українська письменниця та перекладачка. Ділянка № 3ст.
- Олесь Ульяненко (1962—2010) — український письменник. Ділянка № 33.
- Остап Вишня (1889—1956) — український письменник, новеліст, класик сатиричної прози XX століття. Ділянка № 2.

### Художники та скульптори
- Артамонов Олексій Михайлович (1918—2011) — український живописець. Ділянка № 33.
- Білостоцький Анатолій Юхимович (1921—1993) — український скульптор. Ділянка № 33.
- Болдирєв Володимир Степанович (1911—1993) — український художник. Ділянка № 9.
- Глущенко Микола Петрович (1901—1977) — український художник. Ділянка № 43.
- Кальченко Галина Никифорівна (1926—1975) — український скульптор. Ділянка № 2.
- Котарбінський Вільгельм Олександрович  (1848—1921) — польський художник, що брав участь в розписах Володимирського собору. Ділянка № 1, католицька нова.
- Павленко Параска Миколаївна (1881—1983) — українська художниця, найстаріша відома майстриня петриківського розпису.
- Шишко Сергій Федорович (1911—1997) — український художник.

### Архітектори та дизайнери
- Воронін Михайло Львович (1938—2012) — український дизайнер і виробник класичного одягу, доктор технічних наук. Ділянка № 52.
- Заболотний Володимир Гнатович (1898—1962) — український архітектор, засновник і президент Академії архітектури України. Ділянка № 1.
- Каракіс Йосип Юлійович (1902—1988) — український архітектор, один з найплідніших київських зодчих.
- Тутученко Семен Павлович (1913—1994) — український радянський архітектор, Герой Радянського Союзу.

### Композитори та музикознавці
- Бердиєв Микола Володимирович (1922—1989) — радянський трубач, професор Київської державної консерваторії імені П. І. Чайковського.
- Блуменфельд Фелікс Михайлович (1863—1931) — російський композитор, педагог та диригент.
- Вериківський Михайло Іванович (1896—1962) — український композитор, педагог, диригент. Ділянка № 8.
- Верьовка Григорій Гурійович (1895—1964) — український композитор і хоровий диригент, педагог. Ділянка № 7.
- Вілінський Микола Миколайович (1888—1956) — український радянський композитор і педагог.
- Гомоляка Вадим Борисович (1914—1980) — український, радянський композитор. Ділянка № 2.
- Гончаров Петро Григорович (1888—1970) — український хоровий диригент, композитор.
- Губаренко Віталій Сергійович (1934—2000) — український композитор. Ділянка № 49а.
- Губаренко Ірина Віталіївна (1959—2004) — український композитор, театральний діяч, поетеса. Ділянка № 49а.
- Данькевич Костянтин Федорович (1905—1984) — український радянський композитор, піаніст, педагог.
- Демуцький Порфирій Данилович (1860—1927) — український фольклорист, хоровий диригент, композитор. Ділянка № 2.
- Дремлюга Микола Васильович (1917—1998) — український композитор, педагог, музично-громадський діяч. Ділянка № 49.
- Жданов Сергій Сергійович (1907—1968) — український радянський композитор.
- Заремба Владислав Іванович (1833—1902) — український композитор, піаніст і педагог.
- Йориш Володимир Якович (1899—1945) — український композитор і диригент. Ділянка № 1.
- Карабиць Іван Федорович (1945—2002) — український композитор, диригент, музично-громадський діяч. Ділянка № 8.
- Ківа Олег Пилипович (1947—2007) — український композитор. Ділянка № 33.
- Козицький Пилип Омелянович (1893—1960) — український радянський композитор, музикознавець, педагог і громадський діяч. Ділянка № 8а.
- Косенко Віктор Степанович (1896—1938) — український композитор, піаніст, педагог. Ділянка № 8.
- Кречко Михайло Михайлович (1925—1996) — український композитор, хоровий диригент, вокаліст.
- Лисенко Микола Віталійович (1842—1912) — український композитор, піаніст, диригент, педагог, збирач пісенного фольклору, громадський діяч. Ділянка № 2.
- Льонко Євген Олександрович (1949—2006) — український композитор.
- Лятошинський Борис Миколайович (1894—1968) — український композитор, диригент і педагог, один з основоположників модерного напрямку в українській музиці. Ділянка № 6.
- Майборода Георгій Іларіонович (1913—1992) — український радянський композитор і педагог. Ділянка № 1.
- Майборода Платон Іларіонович (1918—1989) — український композитор. Ділянка № 2.
- Мейтус Юлій Сергійович (1903—1997) — український радянський композитор. Ділянка № 49а.
- Мозговий Микола Петрович (1947—2010) — український естрадний співак, композитор-пісняр. Ділянка № 49а.
- Надененко Федір Миколайович (1902—1963) — український композитор, піаніст, хормейстер, редактор. Ділянка № 2.
- Ревуцький Дмитро Миколайович (1881—1941) — український музикознавець, фольклорист і музичний діяч. Ділянка № 2.
- Рябов Олексій Пантелеймонович (1899—1955) — український радянський композитор, скрипаль і диригент.
- Сабадаш Степан Олексійович (1920—2006) — український композитор, диригент, музикант, хормейстер. Ділянка № 33.
- Свєчніков Анатолій Григорович (1908—1962) — український радянський композитор.
- Скорульський Михайло Адамович (1887—1950) — український композитор, піаніст, диригент, педагог.
- Степовий Яків Степанович (1883—1921) — український композитор, педагог і музичний критик.
- Філіпенко Аркадій Дмитрович (1912—1983) — український композитор. Ділянка № 1.
- Шамо Ігор Наумович (1925—1982) — український композитор. Ділянка № 50.

### Співаки та музиканти
- Гайдай Зоя Михайлівна (1902—1965) — співачка. Ділянка № 43.
- Гмиря Борис Романович (1903—1969) — співак (бас), актор, публіцист. Ділянка № 1.
- Євдокименко Анатолій Кирилович (1942—2002) — український музикант, керівник ансамблю «Червона рута». Ділянка № 49а.
- Курін Віктор Миколайович (1934—2005) — український і молдавський співак (баритон). Ділянка № 49б.
- Литвиненко-Вольгемут Марія Іванівна (1892—1966) — українська співачка, педагог.
- Шпортько Віктор Михайлович (1944—2015) — співак. Ділянка № 33.

### Танцюристи та хореографи
- Баклан Федір Миколайович (1930—1983) — український артист балету, педагог.
- Вірський Павло Павлович (1905—1975) — український танцівник. Ділянка № 1.
- Вронський Вахтанг Іванович (1905—1988) — головний балетмейстер Національного балету на льоду та Національної опери України. Ділянка № 2.
- Гомон Олексій Олександрович (1938—2003) — головний балетмейстер Національного заслуженого академічного українського народного хору ім. Г. Верьовки, завідувач кафедри музичної культури Національного педагогічного університету ім. М. Драгоманова. Ділянка № 49б.
- Мелашунас-Ферро Валерія Мартинівна (1925—1996) — артистка балету, викладач студії класичного балету Київської дитячої музичної школи ім. М. Островського. Ділянка № 2.
- Нероденко Володимир Минович (1933—2005) — український культуролог-народознавець, хореограф, фольклорист. Ділянка № 33.
- Чапкіс Григорій Миколайович (1930—2021) — український хореограф. Ділянка № 42а.

### Режисери й актори
- Биков Леонід Федорович (1928—1979) — український актор, режисер і сценарист. Ділянка № 33.
- Брондуков Борислав Миколайович (1938—2004) — український актор. Ділянка № 49а.
- Бучма Амвросій Максиміліанович (1891—1957) — український актор і режисер. Ділянка № 2.
- Задніпровський Михайло Олександрович (1924—1980) — український актор. Ділянка № 1.
- Заньковецька Марія Костянтинівна (1854—1934) — українська актриса. Ділянка № 2.
- Івченко Борис Вікторович (1941—1990) — український та радянський кінорежисер та актор. Ділянка № 6.
- Івченко Віктор Іларіонович (1912—1972) — український та радянський кінорежисер і сценарист. Ділянка № 6.
- Кавалерідзе Іван Петрович (1887—1978) — український радянський скульптор та кінорежисер. Ділянка № 50.
- Кошевський Костянтин Петрович (1895—1945) — український актор та режисер радянських часів, один із фундаторів та режисер Київського українського драматичного театру ім. І. Я. Франка.
- Лавров Юрій Сергійович (1905—1980) — радянський актор театру і кіно, театральний режисер. Заслужений артист УРСР (1943). Народний артист УРСР (1948). Народний артист СРСР (1960).
- Левчук Тимофій Васильович (1912—1998) — український кінорежисер, педагог. Ділянка № 49а.
- Луговський Володимир Іванович (1929—2005) — український кінорежисер, письменник.
- Миколайчук Іван Васильович (1941—1987) — український актор, режисер, сценарист. Ділянка № 33.
- Миколайчук Марія Євгенівна (1941—2023) — українська співачка, фольклористка, акторка. Ділянка № 33.
- Садовський Микола Карпович (1856—1933) — український актор, режисер і громадський діяч. Ділянка № 2.
- Саксаганський Панас Карпович (1859—1940) — український актор, режисер, драматург і педагог школи М. Кропивницького, корифей українського побутового театру. Ділянка № 1.
- Поліна Скляр-Отава (1899—1959) — українська актриса.
- Танюк Леонід Степанович (1938—2016) — український режисер театру та кіно. Ділянка № 52а.
- Ткаченко Семен Михайлович (1901—1968) — український театральний режисер. Ділянка № 1.
- Ткаченко Юлія Семенівна (1928—2008) — українська актриса театру та кіно. Ділянка № 1.
- Ужвій Наталія Михайлівна (1898—1986) — українська радянська акторка театру і кіно. Ділянка № 7.
- Шарварко Борис Георгійович (1929—2002) — український режисер фестивалів, концертних програм, театралізованих вистав. Ділянка № 52.
- Юра Гнат Петрович (1888—1966) — український театральний режисер та актор. Ділянка № 1.
- Яковченко Микола Федорович (1900—1974) — український актор театру й кіно. Ділянка № 9а.

## Науковці

### Біологи
- Густав Бельке (1810—1873) — польський зоолог. Стара католицька ділянка.
- Богач Петро Григорович (1918—1981) — український фізіолог, доктор біологічних наук, професор, академік АН УРСР.
- Бузанов Іван Феоктистович (1903—1984) — український радянський фізіолог рослин.
- Вальтер Олександр Петрович (1817—1889) — російський анатом та фізіолог.
- Воробйов Анатолій Маркович (1900—1955) — український фізіолог, доктор медичних наук, професор.
- Дроботько Віктор Григорович (1885—1966) — український мікробіолог та епідеміолог.
- Ганіна Калерія Павлівна (1926—2001) — український патолог і генетик, доктор медичних наук, професор.
- Гродзинський Андрій Михайлович (1926—1988) — український академік Академії наук УРСР, доктор біологічних наук, професор, директор Центрального республіканського ботанічного саду АН УРСР.
- Зеров Дмитро Костянтинович (1895—1971) — український ботанік. Академік АН УРСР. Ділянка № 21.
- Касьяненко Володимир Григорович (1901—1981) — український радянський науковець у галузі зрівняльної морфології, зоолог і анатом, професор, академік АН УРСР. Ділянка № 1.
- Клоков Михайло Васильович (1896—1981) — український ботанік, поет і літературний критик.
- Коломійченко Марія Андріївна (1909—1995) — український біохімік, кандидат медичних наук, доктор біологічних наук. Ділянка № 33.
- Комісаренко Василь Павлович (1907—1993) — український ендокринолог та патофізіолог, академік АМН України та академік НАН України.
- Лебедєв Сергій Іванович (1902—1989) — український радянський науковець, фізолог рослин, професор, доктор біологічних наук.
- Маркевич Олександр Прокопович (1905—1999) — український зоолог і паразитолог, академік Національної академії наук України. Ділянка № 49а.
- Монченко Владислав Іванович (1932—2016) — український зоолог, академік Національної академії наук України.
- Новиков Борис Григорович (1909—1985) — український науковець, професор, доктор біологічних наук.
- Палладін Олександр Володимирович (1885—1972) — український біохімік. Президент Академії наук Української РСР(1946—1962), академік АН УРСР і АН СРСР. Ділянка № 1.
- Патон Євгенія Борисівна (1956—2009) — українська науковиця у галузі генетичної інженерії та біотехнології рослин, доктор біологічних наук.
- Пересипкін Володимир Федорович (1914—2004)— український науковець у галузі захисту рослин, доктор біологічних наук, професор, академік Української академії аграрних наук. Ділянка № 49б.
- Підоплічко Іван Григорович (1905—1975) — український зоолог, палеонтолог, теріолог, еволюціоніст, доктор біологічних наук, професор, академік АН УРСР.
- Радавський Юрій Леонідович (1941—2007) — український доктор біологічних наук, професор. Стара частина.
- Стражеско Дмитро Миколайович (1913—1978) — український біохімік, доктор хімічних наук, професор.
- Терниченко Аристарх Григорович (1886—1927) — український агроном, економіст і громадський діяч. Ділянка № 2.
- Топачевський Олександр Вікторович (1897—1975) — український та радянський альголог, ботанік і гідробіолог.
- Фердман Давид Лазарович (1903—1970) — український радянський біохімік, професор.
- Фольборт Георгій Володимирович (1885—1960) — російський фізіолог.
- Щербак Галина Йосипівна (1930—2022) — українська науковиця в галузі зоології, акарології, професор, доктор біологічних наук. Ділянка № 52.
- Щербак Микола Миколайович (1927—1998) — український зоолог, герпетолог, природоохоронець, доктор біологічних наук, професор. Ділянка № 52.

### Геологи
- Бабинець Андрій Євтихійович (1911—1982) — науковець-гідрогеолог. Доктор геологічних наук, професор.
- Бондарчук Володимир Гаврилович (1905—1993) — український геолог, доктор геолого-мінералогічних наук, професор, академік АН УРСР. Ділянка № 47а.
- Бурксер Євген Самійлович (1887—1965) — український геохімік, професор, радіолог.
- Гаврусевич Борис Олександрович (1908—1965) — український радянський науковець у галузі геохімії і мінералогії гранітних пегматитів.
- Заморій Петро Костьович (1906—1975) — український геолог, геоморфолог, доктор геолого-мінералогічних наук, професор Київського університету.
- Крокос Володимир Іванович (1889—1936) — український геолог і палеонтолог, доктор геологічних наук, професор.
- Лазаренко Євген Костянтинович (1912—1979) — український геолог-мінералог, доктор геолого-мінералогічних наук, професор, академік Академії наук УРСР.
- Родіонов Сергій Петрович (1898—1961) — український науковець-петрограф, дослідник родовищ залізних руд України, доктор геолого-мінералогічних наук, професор.
- Ткачук Лук'ян Григорович (1902—1981) — український радянський науковець в галузі літологічного, петрологічного і петрогенетичного вивчення осадових, осадово-вулканогенних і магматичних гірських порід, доктор геолого-мінералогічних наук, професор, академік АН УРСР. Ділянка № 33.
- Чекунов Анатолій Васильович (1932—1966) — український науковець у галузі комплексного дослідження глибинної будови літосфери методами глибинної геофізики, доктор геолого-мінералогічних наук, професор, академік АН УРСР.
- Шпак Петро Федорович (1931—2002) — український геолог, доктор геолого-мінералогічних наук, міністр геології УРСР. Ділянка № 52.

### Фізики
- Бабенко Олександр Калістратович (1881—1959) — український радянський фізик-методист, професор Київського педагогічного інституту імені О. М. Горького. Ділянка № 8а.
- Білий Михайло Улянович (1922—2001) — професор, ректор Київського державного університету імені Т. Г. Шевченка, Голова Верховної Ради УРСР. Ділянка № 52.
- Воронцов Віталій Іванович (1935—1994) — український професор, доктор фізико-математичних наук. Ділянка № 49а.
- Горбань Іван Степанович (1928—2000) — український науковець, доктор фізико-математичних наук, академік АН України. Ділянка № 49а.
- Гриднєв Віталій Никифорович (1908—1990) — український радянський науковець, спеціаліст в області фізичного металознавства, професор, академік АН УРСР.
- Давидов Олександр Сергійович (1912—1993) — український радянський фізик-теоретик, академік АН УРСР. Ділянка № 52.
- Касаткін Борис Сергійович (1919—1993)— український радянський науковець у галузі матеріалознавства і зварювання, доктор технічних наук, професор. Ділянка № 49а.
- Косоногов Йосип Йосипович (1866—1922)— український фізик, геофізик, метеоролог, ординарний професор Київського університету, академік ВУАН. Ділянка № 7, в одному склепі з дружиною та сином.
- Лашкарьов Вадим Євгенович (1903—1974) — український радянський науковець, першовідкривач фізичних ефектів, які були покладені в основу напівпровідникових технологій і мікроелектроніки, академік Академії наук УРСР. Ділянка № 6.
- Немошкаленко Володимир Володимирович (1933—2002) — український науковець у галузі спектроскопії твердого тіла та електронної структури речовини, доктор фізико-математичних наук, професор, академік НАН України, директор Інституту металофізики НАН України. Ділянка № 52.
- Нестеренко Борис Олексійович (1938—2003) — український науковець в галузі атомної фізики і електроніки. Ділянка № 33.
- Пасічник Митрофан Васильович (1912—1996) — український радянський фізик, академік АН УРСР. Ділянка № 49а.
- Пилянкевич Олександр Миколайович (1933—1989) — український матеріалознавець, доктор фізико-математичних наук, професор.
- Ситенко Олексій Григорович (1927—2002) — український фізик, академік АН УРСР.
- Смирнов Адріан Анатолійович (1908—1992) — радянський фізик-теоретик. Ділянка № 49а.
- Стріха Віталій Іларіонович (1931—1999) — український фізик, педагог і громадський діяч. Доктор фізико-математичних наук. Професор.
- Толубинський Всеволод Іванович (1904—1988) — український радянський науковець у галузі теплоенергетики, доктор технічних наук, професор. Ділянка № 52.
- Трефілов Віктор Іванович (1930—2001) — науковець-фізик і матеріалознавець, професор, академік АН УРСР, АН СРСР, Академії інженерних наук Росії, Міжнародної академії кераміки. Ділянка № 49а.
- Федорченко Адольф Михайлович (1931—1993) — український фізик-теоретик, доктор фізико-математичних наук, професор, академік Академії наук вищої школи України. Ділянка № 49а.
- Шпак Анатолій Петрович (1949—2011)— український науковець у галузі фізики твердого тіла, фізичного матеріалознавства, доктор фізико-математичних наук, професор. Ділянка № 42.
- Шпак Марат Терентійович (1926—1993) — український фізик, академік АН УРСР. Ділянка № 49а.

### Математики
- Букреєв Борис Якович (1859—1962) — український математик. Ділянка № 9.
- Штокало Йосип Захарович (1897—1987) — український радянський математик, педагог, доктор фізико-математичних наук, професор, академік АН УРСР. Ділянка № 9.

### Хіміки
- Вілєсов Геннадій Іванович (1909—1999) — хімік-технолог, міністр хімічної промисловості УРСР.
- Скопенко Віктор Васильович (1935—2010) — український науковець та педагог, багаторічний ректор Київського університету. Ділянка № 52.

### Історики та археологи
- Антонович Володимир Боніфатійович (1834—1908) — український історик та археолог. Ділянка № 7.
- Антонович-Мельник Катерина Миколаївна (1859—1942) — український історик та археолог. Ділянка № 7.
- Брайчевський Михайло Юліанович (1924—2001) — український історик та археолог.
- Булгаков Опанас Іванович (1859—1907) — російський богослов та історик церкви. Ділянка № 3ст.
- Кезма Тауфік Гаврилович (1882—1958) — український науковець, сходознавець, арабіст, іраніст, тюркознавець.
- Клоков Всеволод Іванович (1917—2004) — доктор історичних наук, професор, Герой Радянського Союзу. Ділянка № 52.
- Джеймс Мейс (1952—2004) — американський історик, політолог, дослідник голодомору в Україні. Ділянка № 49б.
- Рудинський Михайло Якович (1887—1958) — український археолог і педагог.
- Славін Лазар Мойсейович (1906—1971) — український історик та археолог.

### Лікарі
- Амосов Микола Михайлович (1913—2002) — український лікар, науковець-біокібернетик, директор Інституту серцево-судинної хірургії. Ділянка № 52.
- Грицюк Олександр Йосипович (1923—1990) — український клініцист, терапевт-кардіолог, науковець, педагог, доктор медичних наук, професор. Ділянка № 52.
- Данилевський Микола Федорович (1922—2006) — український науковець-стоматолог, доктор медичних наук, професор кафедри терапевтичної стоматології НМУ, академік АН вищої школи України. Ділянка № 31.
- Караваєв Володимир Опанасович (1811—1892) — російський хірург, дійсний статський радник, доктор медицини, заслужений ординарний професор. Ділянка № 1.
- Фомін Петро Дмитрович (1939—2020)  — український науковець-хірург, професор. Академік Національної академії наук України та Національної академії медичних наук України. Ділянка № 42а.

### Інженери
- Веклич Володимир Пилипович (1938—1993) — винахідник тролейбусного поїзду. Доктор технічних наук, директор НДКТІ міського господарства. Ділянка № 49а.
- Граціанський Олексій Миколайович (1905—1987) — радянський авіаконструктор, льотчик-випробувач 1-го класу, Герой Радянського Союзу.
- Глушков Віктор Михайлович (1923—1982) — український радянський науковець, піонер комп'ютерної техніки, автор фундаментальних праць у галузі кібернетики, математики і обчислювальної техніки. Ділянка № 1.
- Кожевников Сергій Миколайович (1906—1988) — український науковець-механік, доктор технічних наук, професор. Ділянка № 52.
- Кононенко Віктор Олімпанович (1918—1975) — український науковець-механік, академік АН УРСР, доктор технічних наук, професор.
- Франко Роланд Тарасович (1932—2021) — український науковець-інженер, дипломат, громадський діяч, онук та популяризатор творчості Івана Франка. Ділянка № 1.

### Інші
- Цвіркунов Василь Васильович (1917—2000) — український кінознавець, кандидат філологічних наук. Ділянка № 49а.

## Журналісти і телеведучі
- Неліпа Максим Володимирович (1976—2025) — український телеведучий, шоумен та військовик.
- Пелих Ігор Дмитрович (1974—2009) — український телеведучий, тележурналіст, шоумен, продюсер. Ділянка № 33.
- Пригорницький Юрій Григорович (1954—2017) — український журналіст і письменник-фантаст.
- Рощина Вікторія Володимирівна (1996—2024) — журналістка, правозахисниця, військова кореспондентка, яка писала про російське вторгнення в Україну та битву за Маріуполь.

## Підприємці
- Неметті Едвард Карлович (?—?) — промисловець Наддніпрянської України другої половини XIX століття, професор фармакології Київського університету.

## Спортсмени
- Астахова Поліна Григорівна (1936—2005) — українська радянська гімнастка, п'ятиразова олімпійська чемпіонка. Ділянка № 49б.
- Баль Андрій Михайлович (1958—2014) — український футбольний тренер, футболіст. Ділянка № 52.
- Белькевич Валентин Миколайович (1973—2014) — білоруський та український футболіст та футбольний тренер. Ділянка № 52.
- Гусін Андрій Леонідович (1972—2014) — український футболіст, семиразовий чемпіон України у складі «Динамо». Ділянка № 52.
- Ніколаєв Андрій Анатолійович (1972—2015) — український хокеїст.

## Герої

### України
| - Авдієвський Анатолій Тимофійович (ділянка № 52) - Білаш Олександр Іванович (ділянка № 52) - Венедиктов Лев Миколайович (ділянка № 52) - Гетьман Вадим Петрович (ділянка № 52) - Гончар Олесь Терентійович (ділянка № 7) - Гнатюк Дмитро Михайлович (ділянка № 52) - Гулий Максим Федотович (ділянка № 33) - Загребельний Павло Архипович (ділянка № 52) - Каденюк Леонід Костянтинович (ділянка № 42а) - Кравчук Леонід Макарович (ділянка № 42а) - Кірпа Георгій Миколайович (ділянка № 52) - Книшов Геннадій Васильович (ділянка № 52) - Костюк Платон Григорович (ділянка № 33) - Крюкова Ніла Валеріївна (ділянка № 42а) | - Лобановський Валерій Васильович (ділянка № 52) - Лук'яненко Левко Григорович (ділянка № 42а) - Мірошниченко Євгенія Семенівна (ділянка № 52) - Митропольський Юрій Олексійович (ділянка № 49а) - Мушкетик Юрій Михайлович (ділянка № 33) - Олійник Борис Ілліч (ділянка № 52) - Оробець Юрій Миколайович (ділянка № 52) - Павленко Анатолій Федорович (ділянка № 33) - Плющ Іван Степанович (ділянка № 6) - Патон Борис Євгенович (ділянка № 1) - Ратушний Роман Тарасович (ділянка № 27а) - Руденко Микола Данилович (ділянка № 49б) - Силин Олесь Опанасович (ділянка № 24) - Скопенко Віктор Васильович (ділянка № 52) | - Сподаренко Іван Васильович (ділянка № 33) - Ступка Богдан Сильвестрович (ділянка № 52) - Стус Василь Семенович (ділянка № 33) - Хмара Степан Ількович (ділянка № 49б) - Чорновіл В'ячеслав Максимович (ділянка № 1) - Шалімов Олександр Олексійович (ділянка № 52) - Шаповал Максим Михайлович (ділянка № 30) - Яблонська Тетяна Нилівна (ділянка № 52) |

### Соціалістичної Праці
| - Архангельський Михайло Сергійович (ділянка № 31) - Бакуль Валентин Миколайович - Безкровний Микола Іванович - Бродський Олександр Ілліч (ділянка № 1) - Буркацька Галина Євгенівна (ділянка № 2) - Ватченко Олексій Федосійович - Глушков Віктор Михайлович (ділянка № 1) - Гнатюк Дмитро Михайлович (ділянка № 52) - Гогін Віктор Федорович - Гончар Олесь Терентійович (ділянка № 7) - Громашевський Лев Васильович - Грушецький Іван Самійлович (ділянка № 6) - Гусовський Сергій Володимирович (ділянка № 7) - Дегтярьов Володимир Іванович (ділянка № 1) - Денисенко Григорій Іванович - Дюкарєв Юрій Аксентійович - Злобін Валерій Пилипович - Кавун Василь Михайлович | - Кальченко Никифор Тимофійович (ділянка № 2) - Касіян Василь Ілліч (ділянка № 2) - Кобильчак Михайло Митрофанович (ділянка № 49б) - Ковальов Герман Васильович - Корнійчук Олександр Євдокимович (ділянка № 2) - Коротченко Дем'ян Сергійович (ділянка № 2) - Костюк Платон Григорович (ділянка № 33) - Кривонос Петро Федорович - Лісовий Тимофій Григорович (ділянка № 49а) - Лутак Іван Кіндратович (ділянка № 33) - Ляшко Олександр Павлович (ділянка № 7) - Митропольський Юрій Олексійович (ділянка № 49а) - Нартов Андрій Григорович (ділянка № 52) - Незабитовський Аполінарій Федорович (ділянка № 52) - Новіков Петро Пилипович (ділянка № 1) - Палладін Олександр Володимирович (ділянка № 1) - Парняков Серафим Платонович (ділянка № 31) - Патон Євген Оскарович (ділянка № 1) - Поборчий Олександр Павлович - Погорєлов Іван Григорович - Ревуцький Лев Миколайович (ділянка № 2) | - Ремесло Василь Миколайович (ділянка № 7) - Риндін Тимофій Родіонович - Ромоданов Андрій Петрович - Сапухін Олександр Олександрович - Свєшніков Гаврило Васильович - Сергієнко Іван Терентійович - Смолич Юрій Корнійович (ділянка № 2) - Стельмах Михайло Панасович (ділянка № 2) - Титаренко Олексій Антонович (ділянка № 1) - Тичина Павло Григорович (ділянка № 1) - Топчій Дмитро Гаврилович (ділянка № 52) - Туманов Олександр Георгійович - Турчак Степан Васильович (ділянка № 52) - Царик Григорій Якович (ділянка № 7) - Цибенко Костянтин Євстахійович - Шалімов Олександр Олексійович (ділянка № 52) - Шаповалов Йосип Миронович - Шелест Петро Юхимович - Шліфер Леонід Йосипович (ділянка № 33) - Штогаренко Андрій Якович (ділянка № 2) - Щербицький Володимир Васильович (ділянка № 6) |